# كأس إفريقيا لكرة القدم الشاطئية 2022
كأس أفريقيا لكرة القدم الشاطئية 2022 (بالإنجليزية: 2022 Africa Beach Soccer Cup of Nations)‏ هي النسخة الخامسة من كأس أفريقيا لكرة القدم الشاطئية (BSAFCON)، بطولة كرة القدم الشاطئية التي تتنافس عليها المنتخبات الوطنية للرجال الأعضاء في الاتحاد الأفريقي لكرة القدم (كاف). من المقرر أن تستضيف موزمبيق البطولة في الفترة ما بين 21 إلى 30 أكتوبر 2022.
تعتبر البطولة أيضًا طريق تأهل المنتخبات الأفريقية إلى كأس العالم الشاطئية 2023؛ الفائزون والوصيفون سيتأهلون.